# SMS S 148
S 148 – niemiecki niszczyciel z okresu I wojny światowej. Jedenasta jednostka typu S 138. Okręt wyposażony w cztery kotły parowe opalane węglem. Po pierwszej wojnie światowej pod banderą Reichsmarine. 8 października 1928 roku skreślony z listy jednostek floty. Złomowany w 1935 roku.